# Margarida Gironella
Margarida Gironella, née en 1886 à Darnius, en Espagne, et morte en 1964 à Mexico, est une anarchiste catalane. Elle est une membre fondatrice de la Confédération nationale du travail (CNT), dont elle est militante avant et pendant la Guerre d'Espagne. Son compagnon, Eusebi Carbó i Carbó, est aussi un anarchiste reconnu de la période.
Après la fin de la guerre, le couple s'exile en France puis au Mexique.

## Biographie
Margarida Gironella naît en 1886 à Darnius. Catalane, elle suit une éducation qui lui permet d'apprendre l'espagnol et le français. En 1910, elle se met en couple avec Eusebi Carbó i Carbó, un éminent anarcho-syndicaliste de la période. Ils sont présentés par l'anarchiste Hermoso Plaja Saló, qui aide son ami. Ils sont déjà tous deux mariés lors de leur rencontre, mais Gironella déclare ne pas être heureuse et Eusebi quant à lui ne connaît quasiment pas sa femme ou son fils. Ils fuient en France un petit temps avant de retourner en Catalogne. Ils se marient dans une cérémonie publique. Le couple s'installe ensuite dans un quartier anarchiste de Barcelone.
Gironella rejoint la Confédération nationale du travail dès sa fondation. La militante est proche de la vieille garde du mouvement, comme Salvador Seguí, Àngel Samblancat, Simó Piera, et Mauro Bajatierra. Elle est aussi proche des activités clandestines du syndicat. 
En 1939, l'anarchiste s'exile avec son compagnon en France, à Montpellier, puis en 1943, au Mexique. Eusebi Carbó i Carbó meurt en 1958, après quarante-huit ans de vie commune, ce qui l'affecte profondément. Elle meurt en 1964 à Mexico.